# Aaru's Awakening
『Aaru’s Awakening』は、LUMENOX EHFが発売したダウンロード専用のアクションゲーム。

## 概要
鳥のような生物、Aaruが悪に支配され、封印された四神の封印と解くべく冒険するパズルアクション。

## システム
Aaruは「突進」で高速移動や攻撃、「テレポート」で指定した先に飛ばした光の弾の場所に瞬間移動して進んでいく。

## 評価
ファミ通クロスレビューは7、7、8、7の29点。レビュアーは手描きのようなグラフィックを賞賛したほか「強弱を使い分けて光の弾を撃つのが楽しく慣れると自由後が上がってさらに楽しい」「ミスしても多くのチェックポイントのおかげて即再開できる」「独特のアクションが秀逸」とした一方「（日本配信版は）ローカライズされていないためヒントがわからない、物語がわからないのが残念」「難易度が高めで即死しやすい」「独特の操作から挫折するかもしれない」とした。また、「BestPickofThisWeek! 今週はコレを買え!」では同じ号でレビューした10作品のうち、レビュアー5人中1人が本作を選んだ。
Metacriticは59/100のスコアでグラフィックを賞賛した一方、操作がアンバランスな難易度であることを指摘した。
Game Informerは6.5/10のスコアでグラフィックを賞賛、難しい操作、深みのないストーリー、キャラクターが死にやすく何度もチェックポイントに戻るのはイライラさせることを批判した。
IGNは6.7/10のスコアでグラフィックやユニークなアクションを賞賛、ランダムな障害物や操作方法、物語に深みがないことを批判した。